# ثبات المجال

بيرتوس براور صاحب النظرية

ثبات المجال، هو عبارة عن نظرية في الطوبولوجيا حول المجموعات الجزئية المتطابقة من الفضاء الإقليدي {\displaystyle \mathbb {R} ^{n}}. وينص على:
إذا كانت {\displaystyle U} مجموعة فرعية مفتوحة من {\displaystyle \mathbb {R} ^{n}} وكانت {\displaystyle f:U\rightarrow \mathbb {R} ^{n}} خريطة دالة مستمرة متباينة، إذن {\displaystyle V:=f(U)} تكون مفتوحة في {\displaystyle \mathbb {R} ^{n}}، و {\displaystyle f} هي تماثل بين {\displaystyle U} و {\displaystyle V}.
يرجع الفضل في النظرية وبرهانها إلى لويتسن براور، والتي نُشرت في عام 1912. والبرهان يستخدم أدوات الطوبولوجيا الجبرية، ولا سيما نظرية النقطة الثابتة لبراور.

## ملحوظات
من الممكن صياغة استنتاج النظرية بشكل مكافئ على النحو التالي: {\displaystyle f} " عبارة عن خريطة مفتوحة ".
وعادة، من أجل التحقق من أن {\displaystyle f} عبارة عن تماثل شكلي، يجب على المرء أن يتحقق من أن كل من {\displaystyle f}، ودالتها العكسية {\displaystyle f^{-1}} متصلة ومستمرة؛ تنص النظرية على أنه: إذا كان المجال عبارة عن مجموعة فرعية مفتوحة من{\displaystyle \mathbb {R} ^{n}}، والصورة موجودة أيضا في {\displaystyle \mathbb {R} ^{n}}، إذن استمرارية {\displaystyle f^{-1}} هو أمر تلقائي. بالإضافة إلى ذلك، ترى النظرية أنه إذا كانت مجموعتان فرعيتان {\displaystyle U} و {\displaystyle V} من{\displaystyle \mathbb {R} ^{n}} متماثلتان في الشكل، و {\displaystyle U} مفتوحة ؛ إذن {\displaystyle V} يجب أن تكون مفتوحة أيضًا. (لاحظ أن {\displaystyle V} مفتوحة كمجموعة فرعية من {\displaystyle \mathbb {R} ^{n}} وليس فقط في طوبولوجيا الفضاء الفرعي. وانفتاح {\displaystyle V} في طوبولوجيا الفضاء الفرعي هو أمر تلقائي) كلا العبارتين ليس واضحًا على الإطلاق، ولا تكونان صحيحتين بشكل عام إذا تركنا الفضاء الإقليدي.

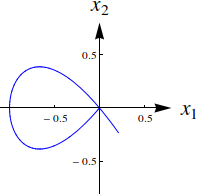
خريطة لا تمثل تماثلاً لصورتها: مع

من الأهمية بمكان أن يكون كل من المجال والصورة {\displaystyle f} توجد في الفضاء الإقليدي على نفس البعد. خذ على سبيل المثال الخريطة {\displaystyle f:(0,1)\to \mathbb {R} ^{2}}، تم تعريفها بواسطة {\displaystyle f(t)=(t,0).} هذه الخريطة متباينة ومتواصلة، والمجال عبارة عن مجموعة فرعية مفتوحة من {\displaystyle \mathbb {R} }، ولكن الصورة ليست مفتوحة في {\displaystyle \mathbb {R} ^{2}.}.
مثال آخر أكثر قوة يتمثل في: الخريطة {\displaystyle g:(-1.1,1)\to \mathbb {R} ^{2}}، والتي تم تعريفها بواسطة {\displaystyle g(t)=\left(t^{2}-1,t^{3}-t\right)} ، لأن {\displaystyle g} هنا متباينة ومستمرة، غير أنها لا تقدم حتى تماثلًا لصورتها.
والنظرية ليست صحيحة عمومًا في الأبعاد الانهائية. فعلى سبيل المثال، خذ في الاعتبار فضاء باناخ Lp {\displaystyle \ell ^{\infty }} من كل المتتاليات الحقيقية المحدودة. يُعرِّف {\displaystyle f:\ell ^{\infty }\to \ell ^{\infty }} كالتحول {\displaystyle f\left(x_{1},x_{2},\ldots \right)=\left(0,x_{1},x_{2},\ldots \right).}، إذن {\displaystyle f} تكون متباينة ومستمرة، والمجال مفتوح في {\displaystyle \ell ^{\infty }}، إلا أن الصورة ليست كذلك.

## عواقب
إحدى النتائج المهمة لنظرية ثبات المجال تتمثل في أن {\displaystyle \mathbb {R} ^{n}}، لا يمكن أن تكون متماثلة مع {\displaystyle \mathbb {R} ^{m}} إذا كان {\displaystyle m\neq n} في الواقع، وفي هذه الحالة لا توجد مجموعة فرعية مفتوحة غير فارغة من {\displaystyle \mathbb {R} ^{n}} يمكن أن تكون متماثلة مع أي مجموعة فرعية مفتوحة من {\displaystyle \mathbb {R} ^{m}}.

## التعميمات
من الممكن تعميم نظرية ثبات المجال على فضاء متعدد الشعب: حيث {\displaystyle M} و {\displaystyle N} عبارة عن متشعبات طوبولوجية n بدون حدود، و {\displaystyle f:M\to N} هي خريطة مستمرة محليًا واحدًا لواحد (بمعنى أن كل نقطة في {\displaystyle M} لديه جوار مثل هذا {\displaystyle f} التي تقتصر على هذا الجوار تكون متباينة)، إذن {\displaystyle f} هي خريطة مفتوحة (بمعنى أن {\displaystyle f(U)} مفتوح في {\displaystyle N}، حينما تكون{\displaystyle U} مجموعة فرعية مفتوحة من {\displaystyle M} ) ومتماثلة محليًا .
وهناك أيضًا تعميمات لأنواع معينة من الخرائط المستمرة من فضاء باناخ إلى نفسه.

## انظر ايضًا
- دالة متباينة.
- دالة مستمرة.
- فضاء باناخ.
- فضاء إقليدس.